# Francisco Hernández Girón
Francisco Hernández Girón (Cáceres, años 1510-Lima, 7 de diciembre de 1554) fue un militar y conquistador español. Fue leal a la Corona española y peleó en las filas de la monarquía española, pero finalmente se rebeló contra el rey de España y fue ejecutado en Lima.

## Biografía
Francisco Hernández Girón nació en Cáceres. En su juventud estuvo al servicio de un caballero extremeño del que se separó en 1535 para irse a Panamá con el capitán Felipe Gutiérrez y Toledo a participar en la conquista de Centroamérica. El proyecto panameño de Gutiérrez fracasó, por lo que este decidió pasar al Perú, adonde lo acompañó el joven Hernández Girón.
Una vez en tierras peruanas, en 1538 Hernández Girón ingresó a las fuerzas de su pariente, el capitán Lorenzo de Aldana, con quien marchó a Quito para expulsar a Sebastián de Belalcázar de aquella gobernación. Posteriormente se alistó en las huestes del capitán Juan de Ampudia para el sometimiento de los indígenas paeses, donde sería herido tres veces.

## Decisión equivocada
En 1544 llegó a Lima el virrey Blasco Núñez Vela para hacer cumplir las Leyes Nuevas; estas tenían como eje central la recuperación de la autoridad de la Corona frente a la primera generación de conquistadores, sustrayendo el control de la población indígena a los encomenderos. Los españoles establecidos con la conquista se alzaron contra las disposiciones que traía el funcionario real, ya que además de ser lesivas para los intereses de los afincados en el territorio americano, el virrey era de carácter severo y ejerció su cometido de manera implacable, provocando el malestar de los, hasta entonces, poderosos encomenderos españoles.
La Real Audiencia de Lima tuvo que tomar cartas en el asunto y, viendo que las protestas y disturbios tomaban mal cariz, determinó destituir al virrey y enviarlo de regreso a España. Por otro lado, sustituyendo a Núñez Vela, los españoles descontentos de Perú nombraron por caudillo a Gonzalo Pizarro.
Los funcionarios de la Real Audiencia metieron al virrey en un barco y lo mandaron a Panamá, pero a mitad de camino lo dejaron libre y el obstinado funcionario en vez de irse a España y olvidarse de su misión, volvió a Lima para enfrentar la situación, improvisando un ejército.
En su vuelta hacia Lima, Núñez Vela desembarcó en Tumbes y marchó hasta Quito, formando un pequeño ejército. En Quito, Hernández Girón le ofreció restituir el orden virreinal y Núñez Vela lo nombró capitán de una compañía de piqueros.
Libraron la batalla de Iñaquito contra el ejército de Gonzalo Pizarro. Las fuerzas del virrey fueron vencidas y Núñez Vela decapitado.
En esa batalla, Hernández Girón intervino a favor del virrey y cayó prisionero, pero Gonzalo lo puso en libertad y Hernández Girón retribuyó su servicio e intervenía militarmente al lado del caudillo en todo el proceso de la rebelión pizarrista. Al morir Gonzalo Pizarro, Hernández Girón se refugió en el Cuzco y fue uno de los más fuertes opositores a la aplicación de las Leyes Nuevas.

## Levantamiento
Hernández Girón, opuesto a la aplicación de las Leyes Nuevas (que desposeían a los encomenderos de sus privilegios en favor de la Corona) debido a que gestionaba una excelente encomienda en el Cuzco, se rebeló contra el rey de España.
Apoyado por otros inconformes, Hernández Girón presentó un escrito al corregidor de Cuzco para que abandonase la ciudad, pero el funcionario hizo caso omiso a los requerimientos del rebelde y rompió el memorial sin leerlo. En la noche del 12 de noviembre de 1553, Hernández Girón declaró abiertamente su oposición a la Corona, prendía al corregidor mientras los rebeldes arrasaban su casa y se lo llevaban detenido hasta Lima.
Hernández Girón había juntado un ejército de 900 hombres para dirigirse a Lima. La Real Audiencia, armó otro ejército al mando de Pedro de Meneses, que no consiguió vencer a las fuerzas de Hernández Girón. La Real Audiencia no desistió del intento, pero el rebelde rehízo sus efectivos y nuevamente se enfrentó a las fuerzas reales del mariscal Alonso de Alvarado y las venció en la batalla de Chuquinga.
Las autoridades de Lima y el pueblo peruano ya habían sufrido bastantes descalabros con el alzamiento de Gonzalo Pizarro y no deseaban verse envueltos en más discordias fraternas, promovidas por los descontentos que seguían pensando en abolir las Leyes Nuevas. La Real Audiencia volvió a intentar cortar las aspiraciones del nuevo rebelde.
En la batalla de Pucará, el 8 de octubre de 1554, Hernández Girón fue derrotado. Logró escapar, pero a los 2 meses fue detenido y llevado a Lima. Fue condenado a muerte y ejecutado en 7 de diciembre de 1554. Su cabeza fue clavada en la picota en la plaza de armas de Lima, su casa fue derribada y sembrada de sal.

## Destino de sus familiares
Hernández Girón se había casado con doña Mencía de Almaraz y Sosa, hija de Alonso de Almaraz y de doña Leonor de Portocarrero. Después de muerto, su esposa y su suegra fundaron el Convento de la Encarnación (de Lima), donde ambas fueron prioras. Esposa y suegra hicieron penitencia el resto de sus vidas.